# Wilhelm Ebstein
 (septembre 2023).
La mise en forme du texte ne suit pas les recommandations de Wikipédia : il faut le « wikifier ».
Les points d'amélioration suivants sont les cas les plus fréquents. Le détail des points à revoir est peut-être précisé sur la page de discussion.
- Les titres sont pré-formatés par le logiciel. Ils ne sont ni en capitales, ni en gras.
- Le texte ne doit pas être écrit en capitales (les noms de famille non plus), ni en gras, ni en italique, ni en « petit »…
- Le gras n'est utilisé que pour surligner le titre de l'article dans l'introduction, une seule fois.
- L'italique est rarement utilisé : mots en langue étrangère, titres d'œuvres, noms de bateaux, etc.
- Les citations ne sont pas en italique mais en corps de texte normal. Elles sont entourées par des guillemets français : « et ».
- Les listes à puces sont à éviter, des paragraphes rédigés étant largement préférés. Les tableaux sont à réserver à la présentation de données structurées (résultats, etc.).
- Les appels de note de bas de page (petits chiffres en exposant, introduits par l'outil «  Source ») sont à placer entre la fin de phrase et le point final[comme ça].
- Les liens internes (vers d'autres articles de Wikipédia) sont à choisir avec parcimonie. Créez des liens vers des articles approfondissant le sujet. Les termes génériques sans rapport avec le sujet sont à éviter, ainsi que les répétitions de liens vers un même terme.
- Les liens externes sont à placer uniquement dans une section « Liens externes », à la fin de l'article. Ces liens sont à choisir avec parcimonie suivant les règles définies. Si un lien sert de source à l'article, son insertion dans le texte est à faire par les notes de bas de page.
- La présentation des références doit suivre les conventions bibliographiques. Il est recommandé d'utiliser les modèles {{Ouvrage}}, {{Chapitre}}, {{Article}}, {{Lien web}} et/ou {{Bibliographie}}. Le mode d'édition visuel peut mettre en forme automatiquement les références.
- Insérer une infobox (cadre d'informations à droite) n'est pas obligatoire pour parachever la mise en page.

Pour une aide détaillée, merci de consulter Aide:Wikification.
Si vous pensez que ces points ont été résolus, vous pouvez retirer ce bandeau et améliorer la mise en forme d'un autre article.
Pour les articles homonymes, voir Ebstein.
Wilhelm Ebstein, né le 27 novembre 1836 à Jauer, en Silésie et mort le 22 décembre 1912 à Göttingen, est un médecin et scientifique juif allemand.

## Biographie
Wilhelm Ebstein est issu d'une famille juive allemande de Basse-Silésie appartenant à la classe moyenne supérieure. Il fait ses études de médecine à l'université de Breslau et à celle de Berlin. Parmi ses professeurs figurent Friedrich Theodor von Frerichs à Breslau et Rudolf Virchow et Moritz Heinrich Romberg à Berlin.
En 1859, il obtient son doctorat en 1859 à Berlin et exerce à partir de 1861 à l'hôpital Allerheiligen-Hospital de Breslau. En 1869, il est reçu à l'agrégation 1869  et se voit proposer en 1874 le poste de professeur titulaire de médecine interne à l'université de Göttingen (où il prend la succession de Karl Ewald Hasse (de) (1810-1902)). Avec une grande énergie et beaucoup de détermination, il se consacre à l'enseignement universitaire, à la recherche, et à l'expansion de la clinique. Sous son mandat est construit le nouveau département de médecine de l'avenue Humboldt. En 1906, il est nommé professeur émérite. Son fils Erich Ebstein (de), également médecin mais aussi collectionneur bibliophile et écrivain, est à ce titre un ami d'Erich Mühsam.
Les domaines de recherche principaux de Wilhelm Ebstein sont les maladies métaboliques dont il était considéré de son vivant dans le monde entier comme l'un des plus grands spécialistes.
Wilhelm Ebstein ne doit pas être confondu avec le virologue anglais Michael Anthony Epstein (1921- ), qui fut le codécouvreur du virus Epstein-Barr.

## Éponymie
Ebstein a laissé son nom à plusieurs syndromes ou anomalies :
- Anomalie d'Ebstein : malformation rare de la valve tricuspide
- Fièvre de Pel-Ebstein : évolution cyclique caractéristique d'une fièvre observée dans les lymphomes malins comme la maladie de Hodgkin
- Maladie d'Ebstein : dégénérescence hyaline des tubules rénaux dans le diabète, une des formes de la néphropathie diabétique
- Néphropathie d'Armanni-Ebstein : une forme particulière du syndrome tardif de la néphropathie diabétique

## Publications
- De mutationibus cocti crudique amyli fluifo oris tractati. Dissertation, Berlin, 1859.
- Die Recidive des Typhus. Habilitationsschrift. Breslau, 1869.
- "Die Fettleibigkeit", etc., 7th ed., Wiesbaden, 1887
- "Das chronische Rückfallsfieber, eine neue Infectionskrankheit." Berl Klin Wochenschr 1887;24:565-8
- "Fett oder Kohlenhydrate", Wiesbaden, 1885
- "Wasserentziehung und Anstrengende Muskelbewegungen," ib. 1885
- "Nierenkrankheiten Nebst den Affectionen der Nierenbecken und der Urnieren", in Von Ziemssen's "Handbuch der Speziellen Pathologie und Therapie", 2d ed., vol. IX.
- "Über Drüsenepithelnekrosen beim Diabetes mellitus mit besonderer Berücksichtigung des diabetischen Coma. Deutsches Archiv für klinische Medicin, Leipzig, 1880-1881, 28: 143-242.
- "Über die acute Leukämie und Pseudoleukämie." Deutsches Archiv für klinische Medicin, Leipzig, 1889
- "Traumatische Leukämie," in "Deutsche Med. Wochenschrift," 1894
- "Handbuch der Praktischen Medizin," ib. 1899
- "Die Medizin im Alten Testament," Stuttgart, 1901
- 1901 : Handbuch der Praktischen Medizin, (avec Gustav Schwalbe)
- "Die Krankheiten im Feldzuge gegen Russland," ib. 1902
- "Dorf- und Stadthygiene," ib. 1902
- "Die Medizin in Bibel und Talmud" ib. 1903.